# La caza (sèrie de televisió)
La caza és una sèrie de thriller psicològic produïda per DLO Producciones per a TVE, basada en la novel·la Monteperdido d'Agustín Martínez, qui la va adaptar per televisió al costat de Luis Moya. en què la Unitat Central Operativa de la Guàrdia Civil intenta resoldre asassinats en llocs muntanyosos de l'estat espanyol, la primera temporada al Massís del Mont Perdut, la segona a la serra de Tramuntana, la tercera a Sanlúcar de Guadiana, i la quarta a Selva d'Irati. La sèrie va ser escrita per Martínez, Moya, Antonio Mercero, Miguel Sáez Carral i Jorge Díaz, i dirigida per Álvaro Ron i Salvador García Ruiz. És protagonitzada per Megan Montaner, Francis Lorenzo, Alain Hernández, Carla Díaz i Ester Expósito, entre d'altres.

## Recepció
La sèrie estava planejada per a tenir una única temporada basada en la novel·la Monteperdido d'Agustín Martínez. Els fet es desenvolupen a la Vall de Benasc. Al principi la sèrie conclouria després del final de la temporada que coincideix amb el final de la novel·la de la que n'era una adaptació. Es va preestrenar el 12 de març de 2019 al Cine Capitol de Madrid i la seva estrena va tenir lloc el 25 de març de 2019 en La 1.
El 27 de maig de 2019, la sèrie va ser renovada per a una segona temporada, malgrat tenir al principi una única temporada amb final tancat. El 20 d'agost es va anunciar que la segona temporada es desenvoluparia en la Serra de Tramuntana i que comptaria de nou amb Megan Montaner i Alain Hernández com a protagonistes, començant els seus enregistraments al març de 2020.
El 4 d'octubre del 2021 es va anunciar la renovació per una tercera temporada comptant de nou amb Megan Montaner, Alain Hernández i Félix Gómez, i confirmant que les noves trames es desenvoluparien a Huelva.
La sèrie va ser un gran èxit en audiència posteriorment a RTVE Play i Netflix i el 2 d'octubre de 2024 es va anunciar que la sèrie tindria quarta temporada ambientada a la Selva d'Irati, emetent-se a Movistar Plus+ el 2025.